# دان كاريتشمان
دان كاريتشمان (Dan Calichman) (21 فبراير 1968 في نيويورك في الولايات المتحدة – )؛ هو لاعب كرة قدم سابق كان يلعب كمدافع. يلعب مع منتخب الولايات المتحدة لكرة القدم منذ عام 1968.

## وصلات خارجية
- دان كاريتشمان على موقع رابطة كرة القدم اليابانية للمحترفين (اليابانية)
- دان كاريتشمان على موقع الدوري الأمريكي (الإنجليزية)
- دان كاريتشمان على موقع قاعدة بيانات كرة القدم.إي يو (الإنجليزية)
- دان كاريتشمان على موقع ناشيونال فوتبول تيمز (الإنجليزية)
- دان كاريتشمان على موقع Soccerway.com (الإنجليزية)
- دان كاريتشمان على موقع عالم كرة القدم.نت (الإنجليزية)

- National Football Teams